# 明尼蘇達州
明尼蘇達州（State of Minnesota，/ˌmɪnəˈsoʊtə/ MIN-ə-SOH-tə）是美國第32個州，於1858年5月11日加入聯邦。該州位於美國中西部的上中西部地區，北接加拿大曼尼托巴省與安大略省，東鄰威斯康辛州，南界艾奧瓦州，西瀕北達科他州與南達科他州，東北角則與密歇根州隔水相望。全州面積位列全美第12位，人口約580萬，居全國第22位。
明尼蘇達州素有「萬湖之州」之稱，官方統計顯示州內面積逾10英畝的淡水湖泊達14,420個。全州約三分之一土地為森林覆蓋，其餘多為草原與農田。
超過60%州民（約371萬人）聚居於以明尼阿波利斯與聖保羅為核心的雙城都會區，該區域為明州政治、經濟與文化中心，其規模在全美大都會區中排名第16位。其他重要區域包括德盧斯、曼卡托、穆爾黑德、羅切斯特及聖克勞德等中小型都會區。
州名源自達科他語，早於公元前11世紀的疏林时代已有原住民居住。公元200至500年間，當地發展出勞倫文化與霍普韦尔文化。17世紀法國探險家與傳教士抵達時，主要原住民為達科他人、奧吉布瓦人等阿尼希纳贝人部落。1803年美國通過路易斯安那購地取得該地區，經多次行政調整後於1858年建州。州格言（北方之星）為全美唯一採用法文的州格言，反映早期法國探險歷史與其地理位置。
19世紀後期，明州作為美國邊疆吸引大量移民，經濟以伐木業、農業與鐵路建設為主。20世紀初湧入大批斯堪的纳维亚、德國及中歐移民，其中包含1848年歐洲革命失敗後的流亡者，促使該州成為美國勞工與社會運動重鎮。進步主義時期，明州在勞工權益、婦女參政與政治改革方面處於領先地位。
20世紀後期經濟轉型，從農業與採礦業轉向服務業、金融與醫療保健。該州在預期壽命、醫療水平與教育質量方面名列前茅，人均收入高於全國平均。州內有11個聯邦認可的印第安保留地（7個奧吉布瓦、4個達科他），文化深受斯堪的納維亞與德裔影響，為全美種族多樣性最低的州份之一。近年因拉丁裔、亞裔、非洲之角與中東移民增加，多元性顯著提升，現擁有全美最大的索馬里裔美國人社群與第二大的苗裔社區。

## 历史

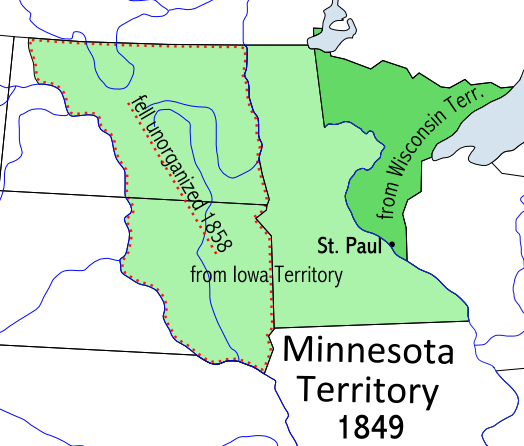
1849年–1858年的明尼蘇達州地圖。

明尼蘇達州的名字来自于当地印第安人中的达科他人对明尼蘇達河的称呼：“mini sota”，意思是“白烟的水”或“天色的水”，意指天色雲煙般的明尼蘇達河和遍佈湖泊。明尼蘇達州的缩写是MN或Minn.。

### 加入美国以前
过去居住在今明尼蘇達州地区的美国原住民主要是奥吉布瓦人和达科他人。他们主要以游猎和采集为生，但当欧洲人来到这里后并开始开采这里的资源时，这里的生活发生了变化。
按当地的传说最早到达明尼蘇達州的欧洲人是瑞典和挪威的维京人。他们于14世纪到达这里。这个理论的基础是一块在当地发现的刻有古代欧洲文字的石头，但大多数历史学家认为它是一块伪造品。有人认为最早的欧洲人居民点位于今天的静水市，但大多数历史学家将他们的注意力集中在更西部的过去的军事基地上。位于明尼苏达河和密西西比河合流处的史内灵堡是最早的美国在明尼苏达州的军事基地之一。今天它是一处美国古跡。

### 加入美国
明尼蘇達州的大部分地区是美国从法国手里买来的。明尼蘇達州的少部分可能不是这次买卖的一部分，而是过去的西北領地的一部分。

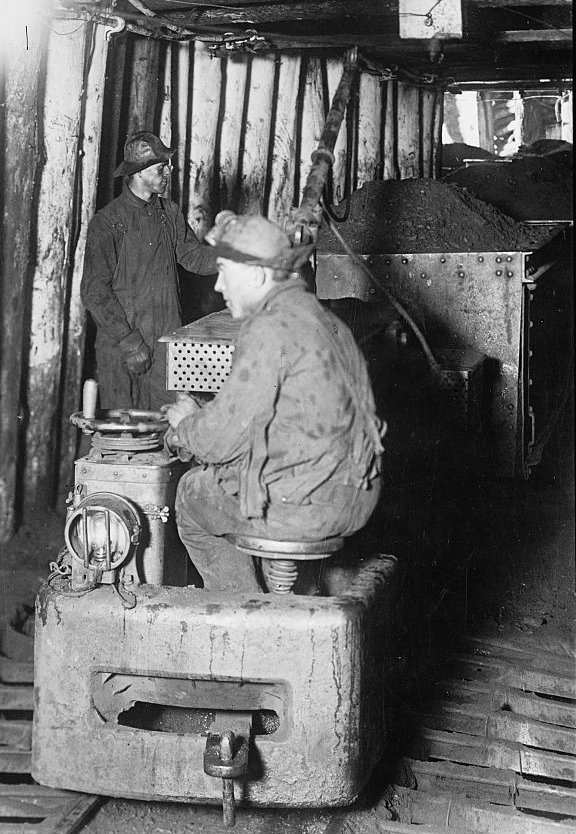
1920年代的明尼蘇達鐵礦業

1849年3月3日明尼蘇達地区从爱荷华地区分离出来，后来达科他地区又从明尼蘇達地区分离出去。达科他地区后来又分为南达科他州和北达科他州。1858年5月1日原明尼蘇達地区的东半部继加利福尼亚州后成为美国的第32个州。
2020年5月，本州發生員警德里克·肖万不當執法過當，殺死黑人乔治·弗洛伊德，引起美國與加拿大一連串的喬治·弗洛伊德之死引發的示威活動。

## 文化
明尼蘇達人有一些典型的特征：他们信奉信义宗，好客，“热菜”和特有的富有声调的斯堪的纳维亚口音。但今天许多这些文化渐渐地与美国其它文化混合。今天在明尼蘇達州还有一些原住民，据说一些部落经营的赌场是美国最盈利的赌场之一。最早到这里来开发的欧洲人有法国人、斯堪的纳维亚人和德国人。明尼蘇達州早期有不少法国人和原住民的混血儿，但目前他们大多迁移到加拿大去了。
近数十年的新移民来自世界各地：苗族人、越南人、印度人和阿拉伯人及来自原东欧的人混在一起。一些当地的中国人和日本人在这里已经定居了很久了。如同美国其它地区，越来越多的墨西哥人在此定居。许多新的移民是被明尼蘇達州历来强调教育和社会福利的精神而吸引到这里来的。
户外运动如打猎和钓鱼是许多明尼蘇達人重要的业余活动。冰钓是当地的一种特别的钓鱼方式，尤其早期斯堪的纳维亚的移民很喜欢这种运动。许多家庭在州的中部或北部的森林和湖泊边上拥有或分有一座小房，他们经常到那里去渡周末。不论是素食者还是猎人，大多数明尼蘇達州的居民已多少支持环境保护。
明尼苏达州的政治活跃和古怪，平民主义在当地的党派中有很长的历史。在2012年美国总统选举中76.1%的明尼苏达州选民参加投票，这是美国所有州中最高的。在明尼苏达州，保守派基督徒与教会之间的联系比起美国其它地方比较薄弱。当地大多数选民属于比较溫和的新教徒。明尼苏达州的共和党在美国全国共和党中是比较溫和的。

## 法律和政府

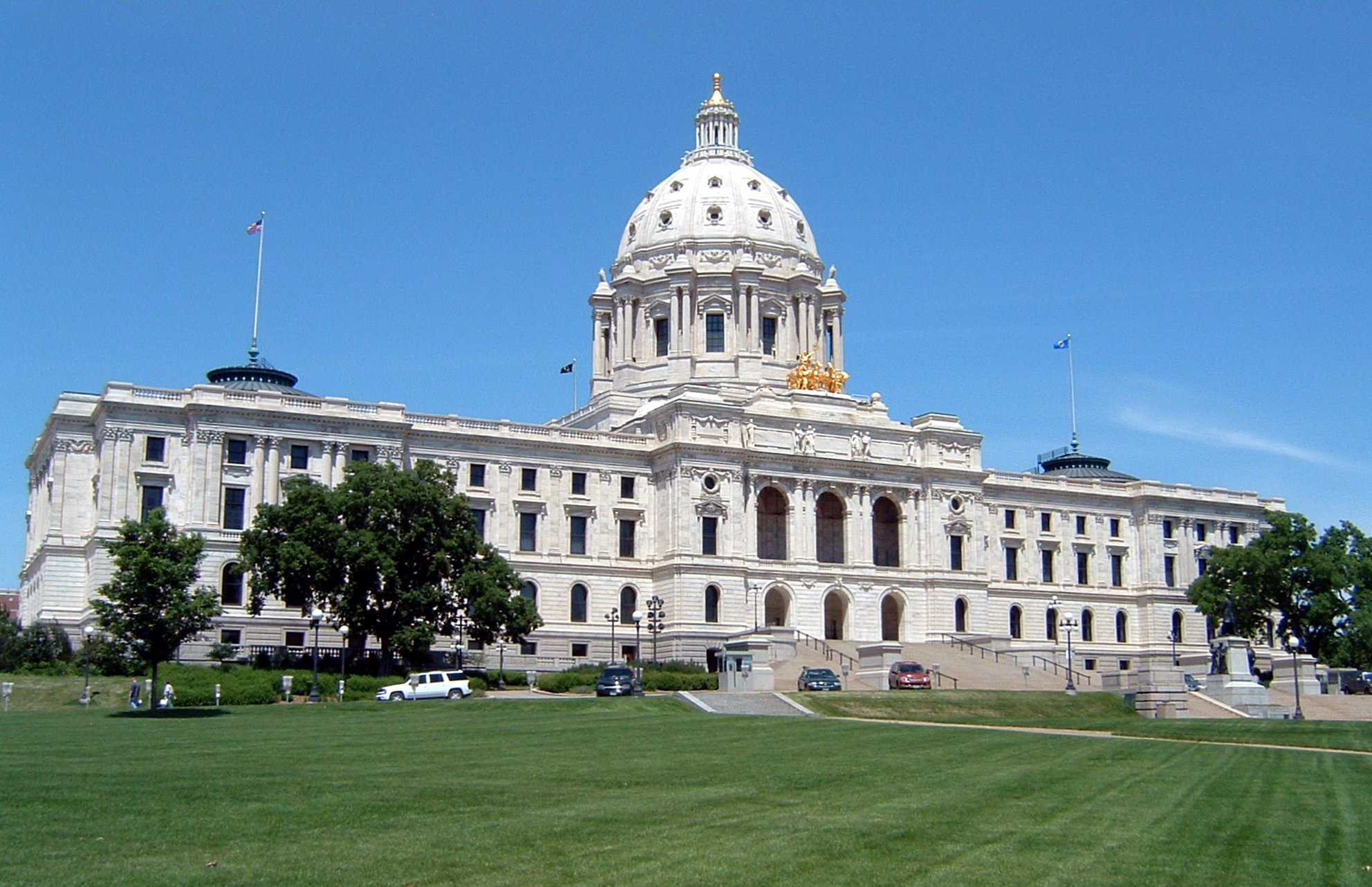
州府大樓

与美国联邦政府一样，明尼苏达州的权力被分为立法、司法和行政三个机构。
行政机构的首长是明尼苏达州州长，目前的州长是2019年1月7日上任的民主党人士蒂姆·瓦尔茨（Tim Waltz）。州长和副州长的任期为四年。他领导的州政府内阁由22个州级部会的首长组成。州长同时也是明尼苏达州国民警卫队的最高统帅。
除了州长和副州长，明尼苏达也通过选举产生州务卿（Secretary of State）、州总检察长（Attorney General）和州审计长（State Auditor）。这五位民选官员共同组成明尼苏达州州行政议会（Executive Council）。

明尼苏达州的立法机构由参议院和众议院两院组成。全州分67个选区，每个区约有六万人居民。每个选区选一名参议员和两名众议员（为此每个选区再分A和B两个分区）。参议员任職四年，众议员两年。
明尼苏达州的司法机构分三级：

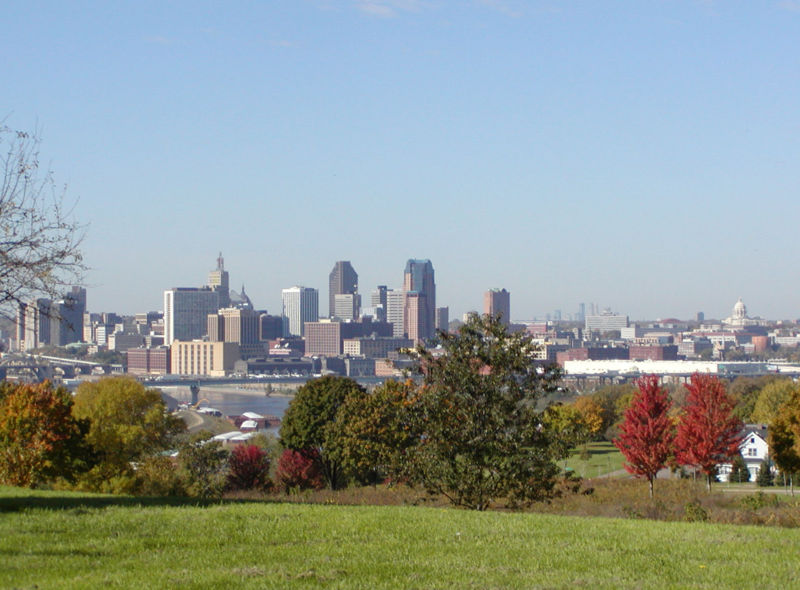
聖保羅市

- 审判法院：全州分10个法院管辖区，共257个法官。大多数诉讼从审判法院开始。
- 明尼苏达州上诉法院：这个法院审判由审判法院上诉的诉讼。这个法院有16个法官，他们组成三人一组的法庭听取上诉。
- 明尼苏达州最高法院：最高法院的七位法官审判从上诉法院、税务法院和工人补偿法院上诉的诉讼。

按州法律明尼苏达州还有两个特别法院：
- 税务法院审判与刑法无关的税务诉讼。州长提名该法院的三位法官，州参议院必须批准提名，他们的任期为六年。
- 工人补偿法院审判从审判法院上诉或转交的关于工人工伤的诉讼。它的五位法官由州长提名，州参议院必须批准提名。他们的任期为六年。

联邦诉讼由位于明尼阿波利斯、圣保罗市或德卢斯的联邦法院听取。明尼苏达属联邦上诉法院第八巡回审判庭，该法庭位于圣保罗市。从巡回审判庭上诉的诉讼只能诉讼到美国最高法庭。
除在美国一般的城市和县以外明尼苏达州还有一些特别的政府管理机构。明尼阿波利斯和圣保罗市地区的一些工作由一个都市委员会来协调处理。许多湖泊和河流由“分水岭区”或“土壤和流水保护区”来监督管理。

## 地理

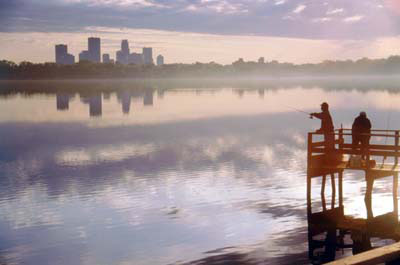
卡爾霍恩湖

明尼蘇達州面積20.6万平方公里（占美国总面积的2.25%）。它是一个著名的多湖的州，有些人说，明尼蘇達州有10000多个湖。明尼蘇達州的大部分地区是重复的冰川时期被风化的平原。但该州的最东南部是无碛带，在那里没有冰川流过。在那里密西西比河流过一段崎岖不平的高地。州的东北部是铁山和其它低山。苏必利尔湖在明尼蘇達州的部分也是该州最大的水域。明尼蘇達州有许多公园。
除它的众多河流和湖泊外，明尼蘇達州最有名的地质特征是铁山。它由一系列北部的低山组成，名称来自于它的铁矿，当它被发现时，它还拥有美国最大的铁矿之一。在第二次世界大战中，这里的铁矿基本上全部被开采，今天铁燧岩还继续被开采。
明尼蘇達州向北与加拿大，向东与威斯康辛州和苏必利尔湖，向南与爱荷华州，向西与南达科他州和北达科他州相邻。此外明尼蘇達州与密歇根州有一水上边界。就美国本土的48个州中明尼蘇達州是最北的一个州（只有阿拉斯加州还要北），其最北端（西北角）位于北纬49°23'4"。
州首府是位于密西西比河畔的圣保罗市，它就在州最大城市明尼阿波利斯边上。与它们的近郊一起它们被称为双城。其它重要城市有德卢斯、圣克鲁、曼卡多、罗彻斯特和布鲁明顿。
明尼蘇達州的平均高度为366米，最高点是鹰山（701米），最低点是苏必利尔湖的湖面（183米）。
明尼蘇達州的气温可以相当极端，尤其是非常著名的寒冬。1996年2月2日在陶瓦市测量到最低温度纪录-45.5℃。有意思的是由于太平洋内的海流的影响，当明尼蘇達州十分寒冷时阿拉斯加州往往比较温暖。同时，作为美国中部大平原的一部分，明尼蘇達州的夏天往往非常炎热。1917年和1936年的最高温度纪录为45.5℃。一月（最冷的月）的平均温度为-11.5℃，七月（最热的月）的平均温度为22.8℃。年平均降水量为71.93厘米。年平均降雪量为126厘米。

## 经济

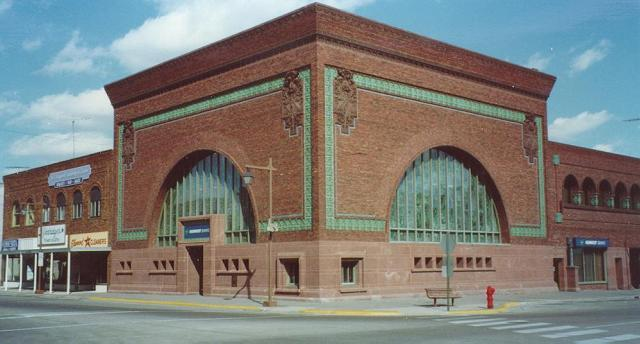
草原學派的奧瓦通納國家農民銀行

1999年明尼蘇達州的平均收入为30,742美元（美国全国平均为28,546美元）。平均家庭收入为48,000美元，列美国第八位。各个县的数值差别很大，从17,369美元到42,313美元不等。一般来说农村地区（尤其州的西北部）薪水比较低。

### 主要工业和产品
双城地区是一些大公司的总部，比如3M公司、美国西北航空公司、塔基特公司、美国银行、Thrivent Financial for Lutherans、美敦力、克雷公司、怡敏信和富国银行的一个地区总部。罗彻斯特是Mayo Clinic的总部，国际商用机器公司在这里有一个重要的工厂。美国最大的购物中心美国超级娱乐购物中心位于布鲁明顿。
虽然只有一小部分的居民（2%）称自己为农民，农业在明尼蘇達州的经济中占一个重要部分。明尼蘇達州的北部产铁矿和木头，不过两者都在不断减少。明尼蘇達州生产相当多的酒精燃料。1997年明尼蘇達州下令必须在汽车汽油中掺加至少10%的酒精。（到2004年为止明尼蘇達州是美国唯一一个有这样要求的州。）假如供得以应求，则2005年明尼蘇達州柴油中2%将是生物柴油。尤其在多风的西南地区许多农民建立风力发电机来发电。
明尼蘇達州曾是一个非常重要的交通地区。从德卢斯的内陆港许多物品沿密西西比河运入运出。整个州内铁路纵横交错，州的高速公路上许多客车和卡车运行，明尼蘇達州还有一个重要的航空中转站。但近年来水上和铁路的运输量骤然下降。

### 州税
有人认为明尼蘇達州是一个收税比较高的州。它有收入税和销售税，此外对一些常用物品如烟草、汽油和酒精它还收特别的税。对衣物、服务（按摩、理发、修理汽车等）或未加工的食品州不收销售税。
1998年明尼蘇達州的居民平均向州和地区缴纳他们收入的11.8%做为税收。1999年州总产值稍低于1730亿万，2000年的出口量约为175亿万。
1997年的人均零售值为10260美元，比美国全国平均高（9190美元）。

## 人口
| 人种             | 百分比 |
| ---------------- | ------ |
| 白人             | 88.2%  |
| 西班牙人及其后裔 | 2.9%   |
| 亚洲人           | 2.9%   |
| 黑人             | 3.5%   |
| 原住民           | 1.1%   |
| 混血儿           | 1.4%   |

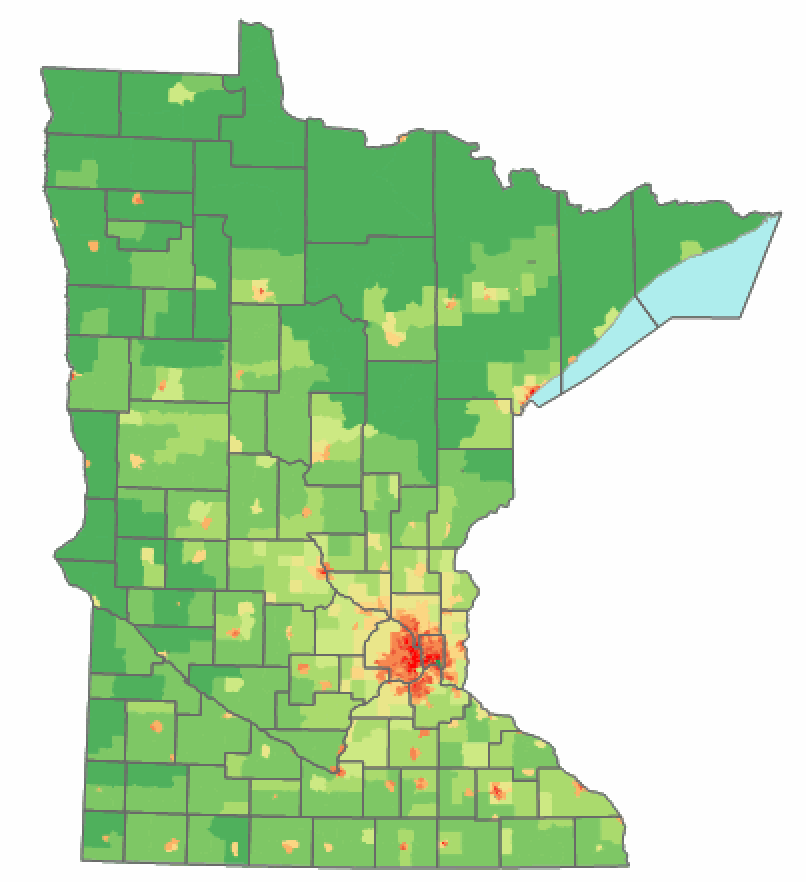
人口密度

2003年明尼蘇達州有5,059,375居民（全美国的1.75%），过去10年的人口增长率为12.4%（美国为13.1%）。5.3%的居民是外来的（美国为11.1%）。美国2012年人口估算显示，该州人口达到537.9万。大多数人口聚集在双城都市地区。

### 人群
明尼蘇達州人传统地将自己看作是斯堪的纳维亚人的后裔（约150万人，或30%的人口是斯堪的纳维亚人），但更多的人实际上是德国人的后裔（约200万人或40%的人口）。
最近的移民在明尼蘇達州建立了美国第三大苗族人群（他们主要来自老挝、柬埔寨和越南），此外还有许多来自索马里的人在这里定居。

### 人口分布
人口按年龄的分布如下：

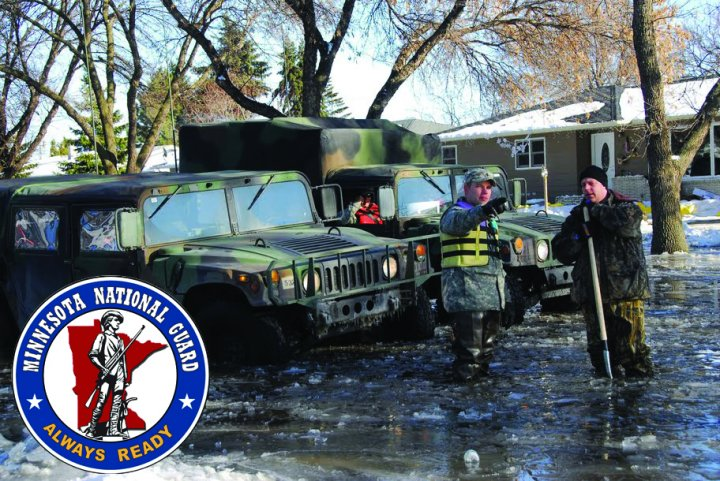
明尼蘇達州國民警衛隊

- 0-18岁：1,361,616（27.7%）
- 19-34岁：1,068,850（21.7%）
- 35-64岁：1,894,747（38.6%）
- 65岁以上：594,266（12.1%）

### 宗教
64%的居民是新教徒，25%属罗马天主教。新教徒中最多的一派是路德會Lutherans的教徒，近35%的居民说他们属于路德會。
近年来新移民带来了新的宗教如伊斯兰教、佛教和印度教。

### 都会区
| 排名 | 都会区名稱                         | 人口      |
| ---- | ---------------------------------- | --------- |
| 1    | 明尼阿波利斯-圣保罗 MSA (州内部分) | 2,440,300 |
| 2    | 杜鲁斯 MSA (州内部分)              | 235,591   |
| 3    | 罗彻斯特 MSA                       | 219,802   |
| 4    | 圣克劳德 MSA                       | 199,801   |
| 5    | 曼凯托 MSA                         | 101,647   |
| 6    | 布雷纳德 μSA                       | 94,408    |
| 7    | 法里博-诺斯菲尔德 μSA              | 66,523    |
| 8    | 法戈 MSA (州内部分)                | 63,955    |
| 9    | 弗格斯福尔斯 μSA                   | 58,812    |
| 10   | 威诺纳 μSA                         | 50,825    |

### 镇区
明尼苏达州的“镇区”（英語：township）是“行政镇区”（英語：civil township）。明尼苏达州的部分地方都是“镇区”的一部分除了非镇区级自治体。“镇区”和“自治体”（英語：municipality）是不一致有重叠。

## 教育
詳見明尼蘇達州學院和大學列表

## 交通

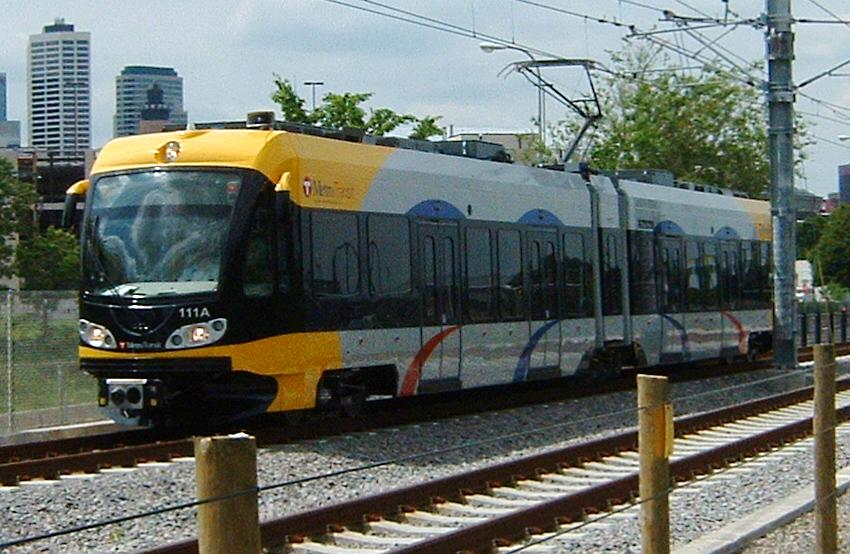
海華沙輕軌鐵路

### 重要機場
- 明尼阿波利斯─聖保羅國際機場（MSP）─達美航空轉運中心

### 重要高速公路
- 35號州際公路
- 90號州際公路
- 94號州際公路

### 駕照
2019/01/03，中華民國交通部，與美國明尼蘇達州公共安全廳簽署駕照互惠協議。這項協議同意雙方民眾可以免除路考，但需通過筆試的方式申請換發駕照，這也是全美50州中，第31個與中華民國簽署駕照互惠協議的州政府。

## 重要职业運動

### 美式足球
- NFL
  - 明尼苏达維京人队 (Minnesota Vikings)
- NCAA
  - St.Cloud State University (Huskies)
  - University of Minnesota (Golden Gophers)

### 棒球
- 大聯盟 MLB
  - 明尼苏达双城 (Minnesota Twins)
- 北方聯盟
  - 聖保羅聖徒 (Saint Paul Saints)

### 籃球
- NBA
  - 明尼苏达灰狼隊 (Minnesota Timberwolves)
- WNBA
  - 明尼苏达山猫 (Minnesota Lynx)

### 冰球
- NHL
  - 明尼苏达荒野 (Minnesota Wild)
- NCAA
  - St.Cloud State University (Huskies)
  - University of Minnesota
  - Universiy of Minnesota at Duluth

## 著名的政治和公众人物
| - 伊桑·科恩（Ethan Coen） - 乔尔·科恩（Joel Coen） - 鲍勃·迪伦 (Bob Dylan) - Al Franken - 休伯特·汉弗莱 (Hubert H. Humphrey，1965－1969年任美國副總統，1968年美國民主黨總統候選人) - Amy Klobuchar - 凯文·麦克海尔 (Kevin McHale) - 沃尔特·蒙代尔 (Walter Mondale，1977－1981年任美國副總統，1984年美國民主黨總統候選人) - Paul Westerberg - 王子 (音樂家) (Prince) - 貓頭鷹城市（Owl City) - faye tammy | 鲍勃·迪伦 |